# ملوية مرارية
ملوية مرارية (بالإنجليزية: Helicobacter cholecystus)‏ هي نوع من البكتيريا، سلبية الغرام، تتبع الملوية.